# سعید کریم‌آذر
سعید کریم‌آذر (زادهٔ ۷ خرداد ۱۳۸۱) بازیکن فوتبال اهل ایران است که در پست دفاع چپ و وینگر چپ برای باشگاه فوتبال تراکتور در لیگ برتر خلیج فارس بازی می‌کند.  

## افتخارات

#### تراکتور
- لیگ برتر خلیج فارس (۱): ۰۴–۱۴۰۳